# Pedro Morilla Fuentes
Pedro Morilla Fuentes, également connu sous le nom de Pedroca, né le 27 avril 1929, à São Paulo, au Brésil et mort en 1993, est un ancien entraîneur brésilien de basket-ball.